# Salacia laurifolia
Salacia laurifolia är en benvedsväxtart som beskrevs av Otto Stapf. Salacia laurifolia ingår i släktet Salacia och familjen Celastraceae. Inga underarter finns listade.